# Ladies First
《Ladies First》（意思：女士優先）是鄭秀文的第20張個人專輯和第16張粵語專輯，於2000年8月23日發行。2000年10月推出香港極速特別版 ，加送煞科 (Speed Mix)五吋單曲 和4個音樂錄影帶。其後於馬來西亞、新加坡及臺灣發行，收錄如果我們不再見及感情線上的國語版本--＜可能不可能＞、＜不傷心＞。於馬來西亞RIM 中文唱片銷售排行榜連續上榜15週，獲得4周冠軍。此專輯於香港的銷量超過10萬。在2000年12月底，更獲頒發雙白金唱片，證實其銷量。此外,在2001年5月經華納唱片證實銷量高達13萬。

## 專輯介紹

### 曲目資料
| 曲序     | 曲目                   |                        | 作曲       | 编曲                     | 製作人   | 备注                            | 时长  |
| -------- | ---------------------- | ---------------------- | ---------- | ------------------------ | -------- | ------------------------------- | ----- |
| 1.       | 感情線上               | 林夕                   | 黃嘉倩     | 趙增熹、林子揚           | 趙增熹   | 第一主打 電影《孤男寡女》主題曲 | 4:06  |
| 2.       | Ladies First           | 黃偉文                 | 深白色     | 黎允文                   | 蔡德才   | 第二主打                        | 4:22  |
| 3.       | 兒童不宜               | 歐志深                 | 梁基爵     | 梁基爵                   | 蔡德才   |                                 | 3:44  |
| 4.       | 如果我們不再見         | 黃偉文                 | 黃丹儀     | 黃丹儀、舒文             | 黃丹儀   | 電影《夏日的麼麼茶》插曲        | 4:15  |
| 5.       | 別管他                 | 甄健強                 | 雷頌德     | 雷頌德                   | 雷頌德   |                                 | 3:51  |
| 6.       | 珠光寶氣               | 黃偉文                 | 梁基爵     | 梁基爵                   | 蔡德才   |                                 | 3:28  |
| 7.       | 快樂不快樂             | 郭啟華                 | 郭啟華     | 蔡德才                   | 蔡德才   | 電影《夏日的麼麼茶》主題曲      | 4:44  |
| 8.       | 七日鮮                 | 周耀輝                 | 蔡德才     | 蔡德才                   | 蔡德才   |                                 | 4:02  |
| 9.       | Stay With Me           | 甄健強                 | 鄧建明     | Davy Chan                | 鄧建明   |                                 | 4:11  |
| 10.      | 煞科（Featuring MC仁） | 周禮茂 （Rap詞：MC仁） | 崔俊英（） | Edward Chan、Charles Lee | 蔡德才   | 第三主打 改編自李貞賢的《換掉》 | 3:16  |
| 总时长： | 总时长：               | 总时长：               | 总时长：   | 总时长：                 | 总时长： | 总时长：                        | 39:59 |

## 發行版本
- 香港版 (2000)
- 台灣限量版 (2000)
- 台灣版 (2000)
- 新加坡版 (2000)
- 香港極速特別版 (2000)

## 音樂錄影帶
- 感情線上
- Ladies First
- 如果我們不再見
- 煞科
- 快樂不快樂

## 派台歌曲成績
| 歌曲         | 903 | RTHK | 997 | TVB | 備註                              |
| 感情線上     | 3   | 1    | 1   | 1   | 電影《孤男寡女》主題曲 三台冠軍歌 |
| Ladies First | 15  | 3    | 2   | 3   |                                   |
| 煞科         | 5   | 1    | 1   | 1   | Featuring MC仁                    |

## 所獲獎項
- 2000年度商業電台叱咤樂壇流行榜頒獎典禮－我最喜愛的女歌手（鄭秀文）
- 2000年度香港電台十大中文金曲頒獎禮－全球華人至尊金曲獎《感情線上》
- 2000年度香港電台十大中文金曲頒獎禮－十大中文歌曲獎《感情線上》
- 2000年度無線電視十大勁歌金曲頒獎典禮－十大金曲獎《感情線上》
- 2000年度新城勁爆頒獎禮－勁爆女歌手獎（鄭秀文）
- 2000年度新城勁爆頒獎禮－勁爆年度歌曲大獎《感情線上》
- 2000年度勁歌金曲第三季季選－得獎歌曲《感情線上》
- 2000年度勁歌金曲第四季季選－得獎歌曲 《煞科》
- 馬來西亞亞洲中文金曲－十大歌曲獎《感情線上》
- 多倫多星島CHIN中文電台－至激金曲《感情線上》
- 芝加哥美加華語廣播電颱風城至愛中文歌曲流行榜－十大至愛歌曲《感情線上》
- 最受歡迎Karaoke歌曲獎：女歌手－《感情線上》
- 新城勁爆流行音樂頒獎禮－勁爆歌曲十大《感情線上》
- 演藝動力大獎：最突出女歌手－鄭秀文（感情線上）